# The Way It Was
The Way It Was è il secondo album in studio del gruppo musicale statunitense Parachute, pubblicato il 17 maggio 2011.

## Tracce
Testi e musiche di Will Anderson, eccetto dove indicato.
1. White Dress – 3:36
2. You And Me – 3:37
3. Something to Believe In – 4:44
4. Forever and Always – 4:09
5. What I Know – 4:13
6. American Secrets – 6:19
7. Kiss Me Slowly – 3:56 (Anderson, Dave Haywood, Charles Kelley)
8. Halfway – 3:10
9. Philadelphia – 7:10